# NGC 428
NGC 428 è una galassia a spirale situata in direzione della costellazione della Balena alla distanza di 48 milioni di anni luce.
La sua struttura a spirale appare distorta ed incurvata, verosimilmente come risultato della collisione tra due galassie. A testimonianza di questo precedente evento si osserva una significativa attività di formazione stellare.
NGC 428 fu scoperta da William Herschel nel dicembre 1786.
Nel 2013 Stuart Parker, del Backyard Observatory Supernova Search project in Australia e Nuova Zelanda, ha scoperto una supernova di tipo Ia denominata SN 2013ct.

## Galleria d'immagini

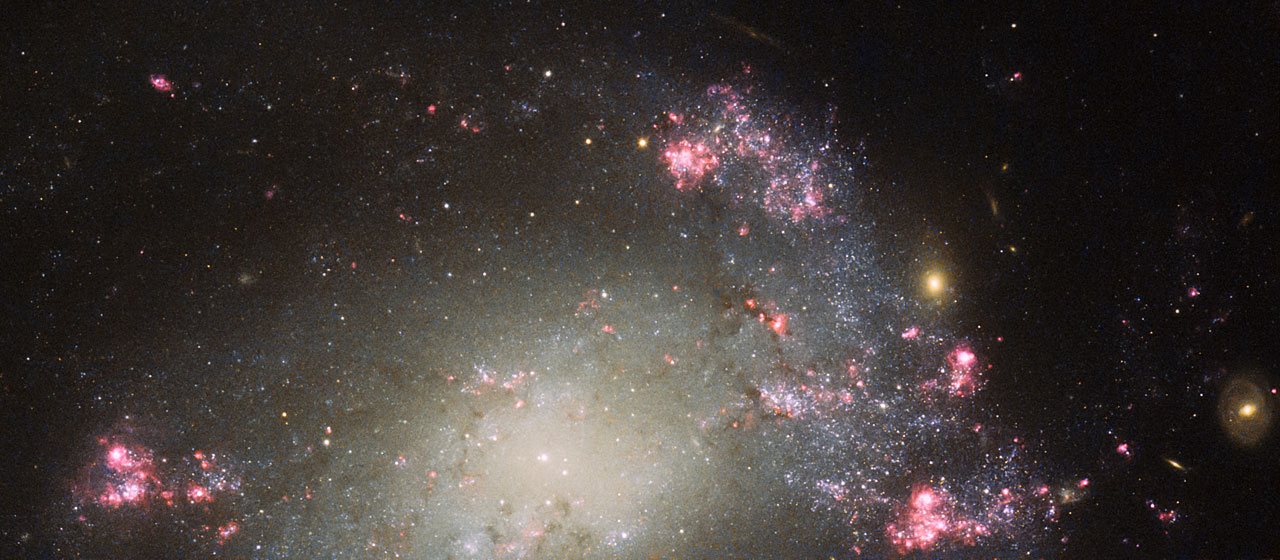
NGC 428 (particolare delle aree di formazione stellare)
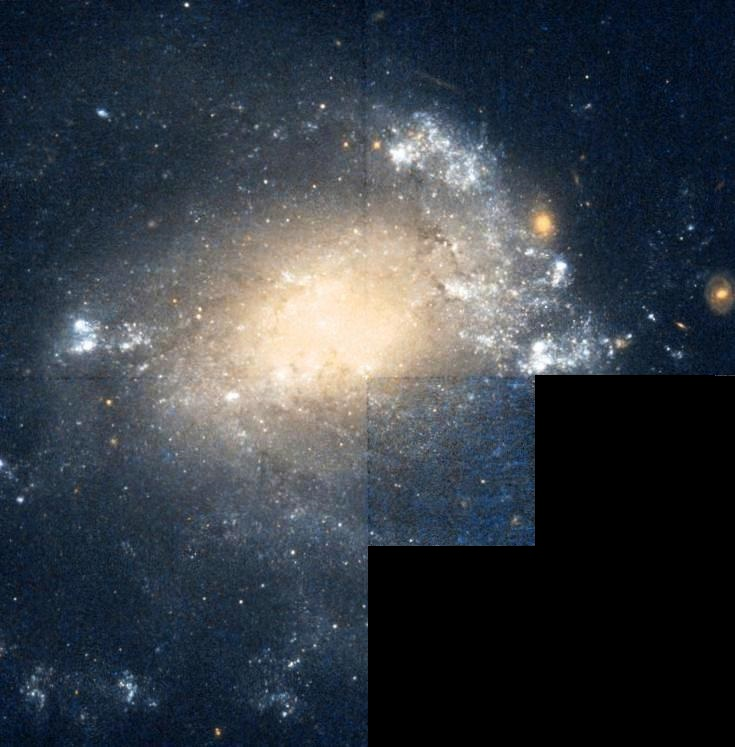
NGC 428 (Hubble Legacy Archive)